# Sheek Louch
Sean D. Jacobs, znany jako Sheek Louch (ur. 9 listopada 1976 roku na Brooklynie w Nowym Jorku) – członek grup: D-Block, The Lox i Ruff Ryders.

## Życie i kariera

### Życiorys
Sean urodził się 9 listopada 1976 roku w Brooklyn, później przeprowadził się do Yonkers, gdzie poznał Jadakissa i Stylesa. W gimnazjum Sheek grał w szkolnej drużynie rugby, jednak z powodu kontuzji, nigdy nie zagrał ponownie.

### The Lox
Sheek Louch założył razem z Jadakissem grupę Bomb Squad. Później dołączył do niej Styles P. Przez pewien czas nagrywali dema i występowali czasem na żywo, aż Mary J. Blige przekazała ich płytę Puffowi Daddy'emu, który podpisał z nimi kontrakt. Bomb Squad wtedy zmienili nazwę na The Lox.

### D-Block
Po wystąpieniu na dwóch albumach z The Lox, "Money, Power & Respect" (1998) i "We Are the Streets" (2000), Sheek stał się człowiekiem biznesu. Najpierw założył studio nagraniowe w swojej rodzinnej miejscowości, Yonkers, a potem razem ze swymi starymi przyjaciółmi Jadakissem i Stylesem P założył D-Block.

### Solo
Sheek jako ostatni z The Lox zaczął solową karierę. W 2003 roku rozwiązał kontrakt z Ruff Ryders Entertainment i wydał swój pierwszy solowy album, Walk Witt Me. W 2005, nakładem wytwórni Koch Records wydał kolejny album, After Taxes, promowany dissem, skierowanym do G-Unit, Kiss Your Ass Goodbye. Tego samego roku urodził się syn Sheeka. Kolejny album dla Koch Records, Silverback Gorilla został wydany w 2008 roku, odnosząc mniejszy sukces niż poprzednie płyty.

## Beef
Kiedy Jadakiss zaczął beef Beanie'm Sigelem, dołączyli do niego Sheek i Styles. Jednak krótko przed tym, jak Beanie poszedł do więzienia, pogodził się z Jadakissem. Po wyjściu z więzienia zrobili razem remiks piosenki Sheeka i wystąpili na składance Funkmastera Flexa.
Po opuszczeniu Bad Boy Records przez Lox, członkowie tej grupy wciąż podlegali P Diddiemu. Diddy wciąż posiada prawa do ich albumów, bo wykonali tylko jeden z kilku albumów na kontrakcie. Na audycji na nowojorskiej stacji radiowej Hot 97 oskarżyli go o odbieranie im wszystkich pieniędzy, które zarabiają.
Sheek Louch brał udział w beefie D-Block z G-Unit. Zaczęło się od piosenki "New York", do której nagrania zostałprzez Ja Rule’a Jadakiss. Potem 50 Cent nagrał piosenkę "Piggy Bank", w której dissuje Lox i wielu innych raperów. Sheek odpowiedział w kilku piosenkach umieszczanych na mixtape'ach Big Mike'a, czy DJ-a Clue.

## Dyskografia

### Solowe
| Rok  | Tytuł | Notowania | Notowania | Notowania | Notowania          |
| Rok  | Tytuł | US        | US R&B    | US Rap    | Independent Albums |
| ---- | --- | --------- | --------- | --------- | ------------------ |
| 2003 | Walk Witt Me - Released: September 16, 2003 - Label: D-Block Records/Universal Records - Format: CD, LP, digital download          | 9         | 3         | *         | *                  |
| 2005 | After Taxes - Released: November 8, 2005 - Label: D-Block Records/Koch Records - Format: CD, LP, digital download                  | 23        | 3         | 2         | 1                  |
| 2008 | Silverback Gorilla - Released: March 18, 2008 - Label: D-Block Records/Koch Records - Format: CD, LP, digital download             | 41        | 8         | 5         | 3                  |
| 2009 | Life on D-Block - Released: May 19, 2009 - Label: D-Block Records/Real Talk Entertainment - Format: CD, LP, digital download       | 122       | 26        | 13        | 17                 |
| 2010 | Donnie G: Don Gorilla - Released: December 14, 2010 - Label: D-Block Records/Def Jam Recordings - Format: CD, LP, digital download | *         | *         | *         | *                  |

### z The Lox
- Money, Power & Respect (1998)
- We Are the Streets (2000)

### Kolaboracyjne
- Wu Block (z Ghostface Killah) (2012)

### Mixtape’y
- Supa Mario Presents: D-Block Street Series Vol. 1 – Lock Down (Sheek Louch)
- Big Mike & Supa Mario Present: Sheek Louch – Year Of The Wolf (2005)
- Big Mike & Supa Mario Present: Sheek Louch – Still A Wolf (2006)
- Big Mike, DJ Thoro & Sheek Louch – The First 48 (2008)